# Life with boys
Life with Boys är en kanadensisk sitcom som började sändas i Kanada den 9 september 2011. I Sverige visas TV-serien på Nickelodeon. TV-serien handlar om tonåriga Tess Foster som är 13 år och är det enda tjejen i sin familj. Hon har inte det så lätt när det är bara killar i huset men som tur är så har hon alltid sin bästa vän Allie Brooks (Madison Pettis) med sig. 

## Karaktärer
- Tess Foster (Torri Webster) är huvudkaraktären i TV-serien. Tess är 13 år och är den enda tjejen i sin familj.
- Allie Brooks (Madison Pettis) är Tess' bästa vän. Hon är en populär cheerleader och förstår inte hur Tess kan klara av att leva med ett hus fullt med killar.
- Gabe Foster (Nathan McLeod) är 16 år och den äldsta av syskonen. Gabe har alltid någon tjej runt hans arm och brukar ge sina yngre bröder råd om tjejer.
- Sam Foster (Michael Murphy) är Tess' tvillingbror. Han är en nörd och är kär i Tess' bästa vän Allie.
- Spencer Foster (Jake Goodman) är den yngsta av syskonen och kanske den smartaste. Hans storebror Gabe, är Spencer's idol och brukar alltid fråga honom om råd.
- Jack Foster (Sandy Jobin-Bevans) är Tess, Gabe, Sam och Spencer's pappa. Han är gympalärare på deras skola.
- Emma (Sasha Clements).